# Pneumectomie
Een pneumectomie is een chirurgische ingreep in de longen.
Bij een pneumonectomie ofwel pneumectomie, een longoperatie, wordt een volledige long chirurgisch verwijderd. Dit gebeurt meestal omwille van een goedaardige of kwaadaardige tumor of een ernstige infectie (empyeem). Na de operatie zal er een thoraxdrain geplaatst worden. Voor de operatie dient gekeken te worden of de longfunctie voldoende is om een hele long te kunnen missen. Hierbij wordt door de longarts gekeken via een longfunctieonderzoek en via een ventilatie-perfusiescan.